# Pseudonychocamptus colomboi
Pseudonychocamptus colomboi is een eenoogkreeftjessoort uit de familie van de Laophontidae. De wetenschappelijke naam van de soort is voor het eerst geldig gepubliceerd in 1988 door Ceccherelli.